# Germaines
Germaines és un municipi francès situat al departament de l'Alt Marne i a la regió del Gran Est. L'any 2007 tenia 30 habitants.

## Demografia

### Població
El 2007 la població de fet de Germaines era de 30 persones. Hi havia 12 famílies de les quals 4 eren parelles sense fills i 8 famílies monoparentals amb fills.
La població ha evolucionat segons el següent gràfic:
Habitants censats

### Habitatges
El 2007 hi havia 33 habitatges, 15 eren l'habitatge principal de la família, 11 eren segones residències i 7 estaven desocupats. 32 eren cases i 1 era un apartament. Dels 15 habitatges principals, 7 estaven ocupats pels seus propietaris i 8 estaven llogats i ocupats pels llogaters; 3 tenien tres cambres, 3 en tenien quatre i 9 en tenien cinc o més. 10 habitatges disposaven pel capbaix d'una plaça de pàrquing. A 3 habitatges hi havia un automòbil i a 11 n'hi havia dos o més.

### Piràmide de població
La piràmide de població per edats i sexe el 2009 era:
| Homes | Edats   | Dones |
| ----- | ------- | ----- |
| 0     | 95 o +  | 0     |
| 0     | 90 a 94 | 0     |
| 4     | 85 a 89 | 4     |
| 0     | 80 a 84 | 0     |
| 0     | 75 a 79 | 4     |
| 0     | 70 a 74 | 0     |
| 0     | 65 a 69 | 0     |
| 0     | 60 a 64 | 0     |
| 0     | 55 a 59 | 0     |
| 8     | 50 a 54 | 0     |
| 0     | 45 a 49 | 8     |
| 0     | 40 a 44 | 0     |
| 0     | 35 a 39 | 0     |
| 0     | 30 a 34 | 0     |
| 0     | 25 a 29 | 0     |
| 0     | 20 a 24 | 0     |
| 4     | 15 a 19 | 0     |
| 0     | 10 a 14 | 0     |
| 0     | 5 a 9   | 0     |
| 0     | 0 a 4   | 0     |

## Economia
El 2007 la població en edat de treballar era de 21 persones, 18 eren actives i 3 eren inactives. De les 18 persones actives 15 estaven ocupades (7 homes i 8 dones) i 3 estaven aturades (3 dones i 3 dones). Totes les 3 persones inactives estaven jubilades.
Activitats econòmiques
L'únic establiment que hi havia el 2007 era d'una empresa de serveis.
L'any 2000 a Germaines hi havia 3 explotacions agrícoles que ocupaven un total de 420 hectàrees.

## Poblacions més properes
El següent diagrama mostra les poblacions més properes.